# 団結圩駅
団結圩駅（だんけついえき）は、南京市高淳区石臼湖の南岸にある、南京地下鉄S9号線の駅である。

## 駅名
駅名については、事業着手当初は南京地下鉄集団は「団結圩」が当該駅に位置する地域の古代地名であることから「団結圩駅」の仮称を用いており、2017年7月7日に駅名が「団結圩駅」に決定したことが発表された。

## 歴史
- 2017年12月30日S9号線の駅として開業。

## 駅構造
|              | ●S9号線        | 島式ホーム、右側の扉が開く                                                           |  |
| 地上3階      |                | 南京地下鉄S9号線 翔宇路南 行き（銅山・翔宇路南 方面）                                |  |
|              |                | 南京地下鉄S9号線 高淳 行き（高淳 方面）                                              |  |
|              | ●S9号線        | \| 島式ホーム、 \| 右側の扉が開く \|                                                 |  |
| 地上2階      | コンコース     | 改札口、自動券売機、サービスセンター、駅商店、フライト情報板、駅警備室、セキュリティ |  |
| 地面         | 出入口         |                                                                                      |  |
| 島式ホーム、 | 右側の扉が開く |                                                                                      |  |

### のりば
| 番線 | 路線             | 方面                | 行先          |
| ---- | ---------------- | ------------------- | ------------- |
|      | 南京地下鉄S9号線 | 銅山・翔宇路南 方面 | 翔宇路南 行き |
|      | 南京地下鉄S9号線 | 高淳 方面           | 高淳 行き     |

## 駅周辺
- 南京機電職業技術学院
- 南京財経大学紅山学院
- 南京理工大学紫金学院
- 広寧寺
- 柳氏宗祠

## 隣の駅
南京地下鉄
■S9号線
明覚駅- 団結圩駅- 高淳